# Adephagia
Adephagia (altgriechisch Ἀδηφαγία Adēphagía, deutsch ‚Gefräßigkeit‘) ist in der griechischen Mythologie die Personifikation der reichlichen Sättigung.
Sie ist eine Hypostase der Göttin Demeter, die in Sizilien einen Tempel neben dem Tempel der Demeter Sito hatte.

## Nachweise
1. ↑  Polemon bei Athenaios 10,416b
2. ↑  Claudius Aelianus, varia historia 1,27